# Монетный штемпель

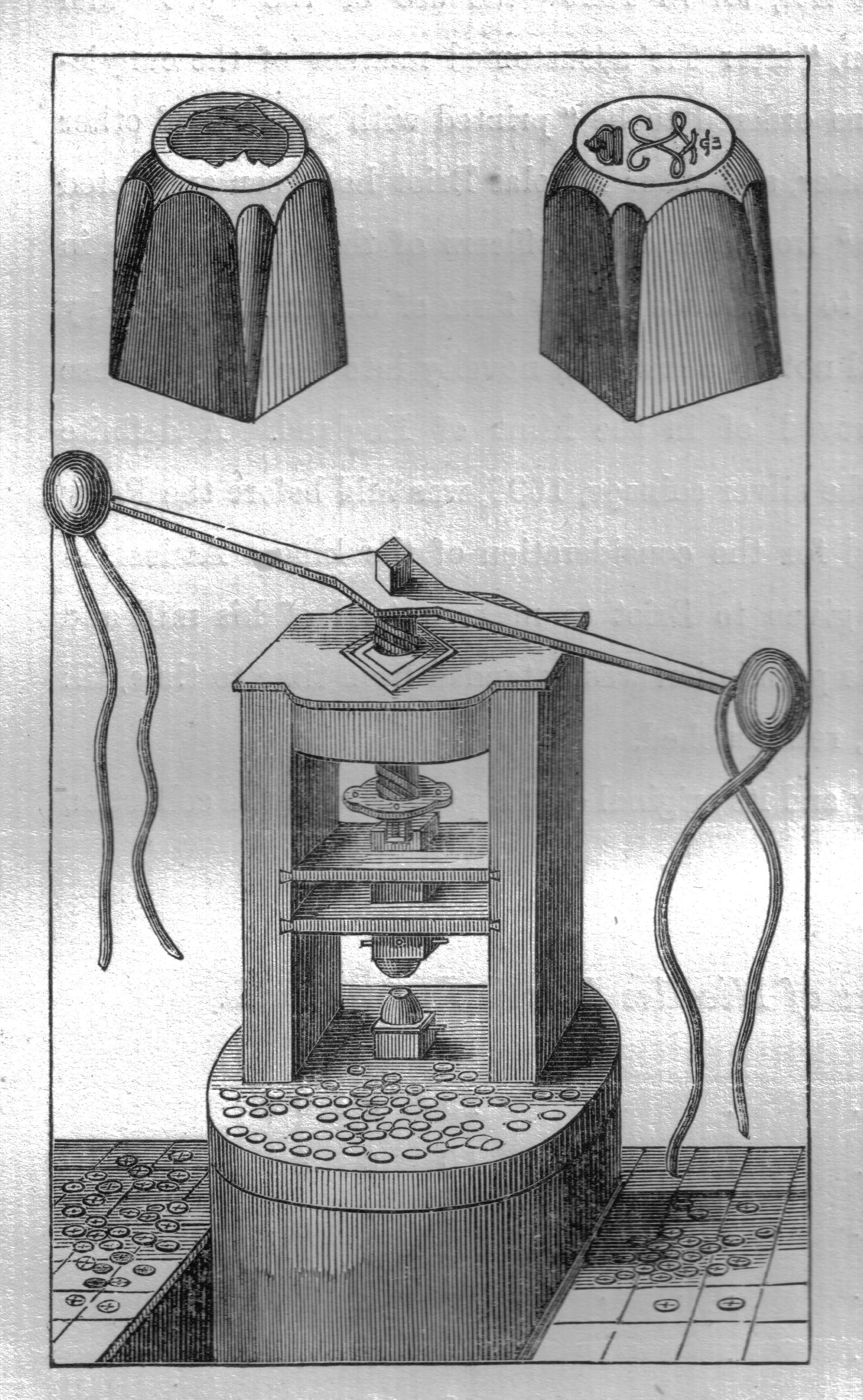
В верхней части изображения штемпели, в нижней - монетный станок

Штемпель — в нумизматике - термин, означающий металлический инструмент для чеканки монет и медалей.
На рабочую поверхность штемпеля наносится негативное изображение аверса и реверса будущей монеты. Штемпели всегда изготавливаются парами и различаются как верхний и нижний. Современные штемпели изготавливаются из высокопрочной стали и способны отчеканить сотни тысяч монет прежде чем будут заменены. Для изготовления современных штемпелей используется специальная матрица (маточник), на которую нанесено позитивное изображение будущей монеты.
Начиная с Древнего Рима монетные штемпели изготавливались вручную резчиком монетных штемпелей. Резчиков в Древнем Риме называли celators.
Изготовление монетных штемпелей издревле было весьма трудоёмким процессом, резчики штемпелей пользовались большим авторитетом.
Штемпель — это устоявшийся в нумизматике термин по отношению к инструменту, которым чеканятся монеты; он пришёл в русский язык из немецкого. Не стоит путать монетный штемпель со штампом.